# Hillerstorp
Hillerstorp är en tätort i Gnosjö kommun i Jönköpings län.

## Befolkningsutveckling
| Befolkningsutvecklingen i Hillerstorp 1960–2020 | Befolkningsutvecklingen i Hillerstorp 1960–2020 | Befolkningsutvecklingen i Hillerstorp 1960–2020 | Befolkningsutvecklingen i Hillerstorp 1960–2020 | Befolkningsutvecklingen i Hillerstorp 1960–2020 |
| ----------------------------------------------- | ----------------------------------------------- | ----------------------------------------------- | ----------------------------------------------- | ----------------------------------------------- |
|                                                 |                                                 |                                                 |                                                 |                                                 |
| År                                              |                                                 |                                                 | Folkmängd                                       | Areal (ha)                                      |
| 1960                                            | 1960                                            |                                                 | 666                                             |                                                 |
| 1965                                            | 1965                                            |                                                 | 823                                             |                                                 |
| 1970                                            | 1970                                            |                                                 | 1 074                                           |                                                 |
| 1975                                            | 1975                                            |                                                 | 1 219                                           |                                                 |
| 1980                                            | 1980                                            |                                                 | 1 497                                           |                                                 |
| 1990                                            | 1990                                            |                                                 | 1 798                                           | 176                                             |
| 1995                                            | 1995                                            |                                                 | 1 845                                           | 184                                             |
| 2000                                            | 2000                                            |                                                 | 1 973                                           | 194                                             |
| 2005                                            | 2005                                            |                                                 | 1 806                                           | 194                                             |
| 2010                                            | 2010                                            |                                                 | 1 766                                           | 198                                             |
| 2015                                            | 2015                                            |                                                 | 1 746                                           | 242                                             |
| 2020                                            | 2020                                            |                                                 | 1 758                                           | 258                                             |
|                                                 |                                                 |                                                 |                                                 |                                                 |

## Näringsliv
Här finns industrier som exempelvis HangOn AB, Swede-Wheel och Axelent AB. Här finns också Hillerstorps Trä AB, Leba, Thule, Sigarth, Dogmania, Luni, PK Displayproduktion AB.

## Kända personer från Hillerstorp
- Patrik Ingelsten - fotbollstränare och flerårig sportchef i Gais
- Magnus Andersson (Gnutten) - fotbollsspelare i Trelleborgs FF

## Se även

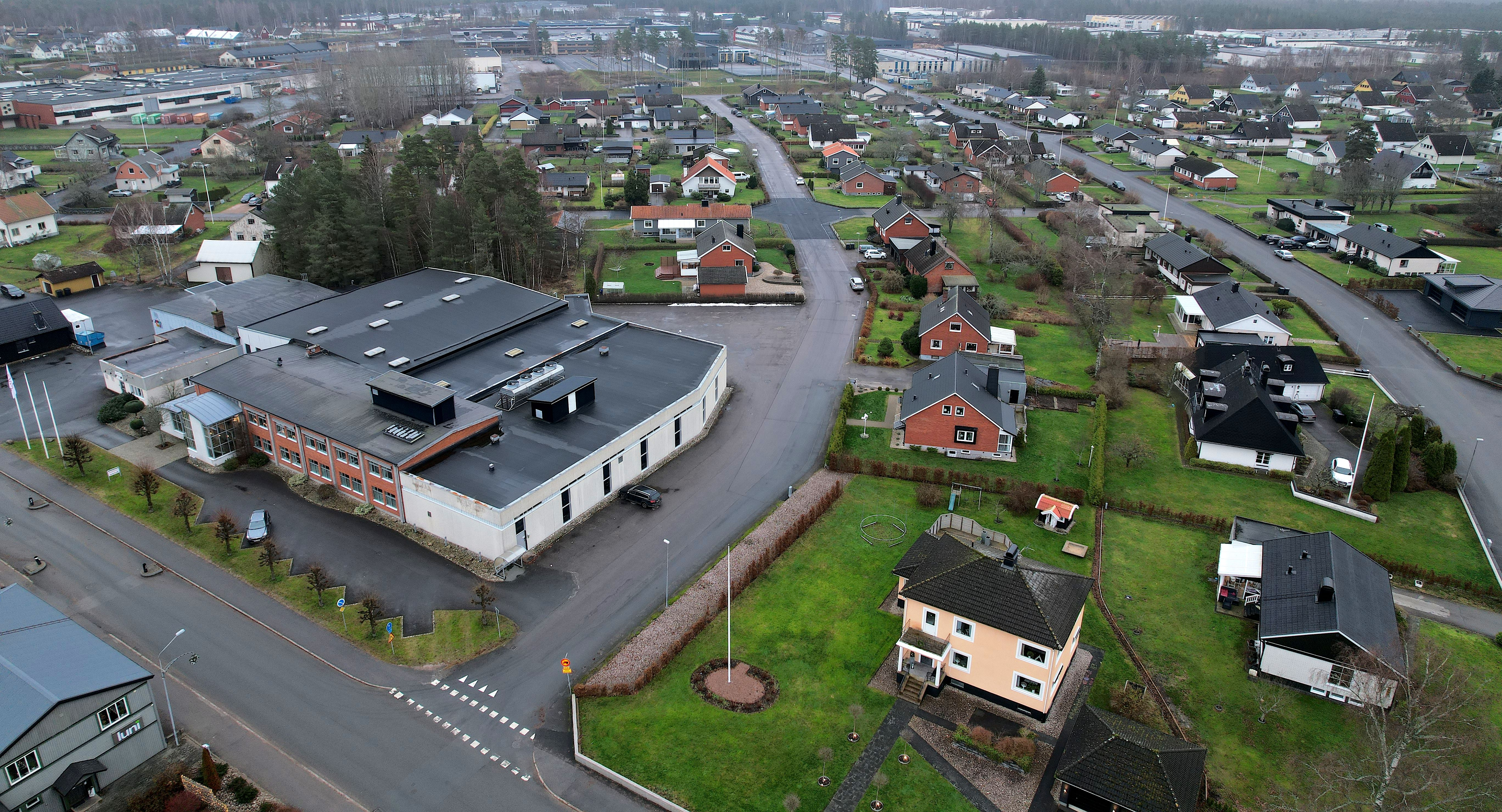
Hillerstorp